# مسجد الزهير (مسجد الباطن)
مسجد الزهير من مساجد العراق القديمة الأثرية، ولقد أسسه وبناه (عثمان الزهير) وهو جد (قاسم باشا الزهير)، وذلك في عام 1198 هـ/1783م، ويقع في محافظة البصرة، في أحد أزقة قضاء الزبير، وأسمه الشائع بين الناس باسم مسجد الباطن، ولقد أوقف لهُ مؤسسه وبانيه قطعة أرض من ضمن أملاكهِ في منطقة أم النعاج، في إحدى نواحي مدينة البصرة، بالإضافة إلى محلات في سوق الزبير، وألحق بهِ مبنى مدرسة لتعليم الأولاد.
ولقد قام (عبد العزيز سعود البابطين) بتجديد بناءه، وعمر بناؤه وجددت مرفقاتهِ عدة مرات كان آخرها من قبل وزارة الأوقاف والشؤون الدينية عام 1390هـ/ 1970م.
وهو مسجد كبير المساحة، ولهُ حرم واسع يبلغ عرضه ثلاثين مترا، يقوم على أعمدة من الأسمنت المسلح بالحديد، ولهُ محراب مبني داخل جدار الحرم، وعلى سطحهِ منارة مئذنة صغيرة، وتقام في الجامعِ الصلوات الخمسة، وفيهِ دورات ودروس تحفيظ القرآن، وخارج الحرم طارمة بعرضهِ وبطول ثلاثة أمتار تقوم على أربعة أعمدة كونكريتية، وبجوار الطارمة ثلاث غرف منها غرفتان للإمام والخادم والثالثة غرفة مخزن.